# Hållet, Blåbådan
Hållet, Blåbådan este o arie protejată (arie de protecție specială avifaunistică — SPA) din Suedia întinsă pe o suprafață de 33 ha, integral pe uscat.

## Localizare
Centrul sitului Hållet, Blåbådan este situat la coordonatele 60°20′30″N 18°45′31″E / 60.3417°N 18.7585°E.

## Înființare
Situl Hållet, Blåbådan a fost declarat arie de protecție specială avifaunistică în martie 1996 pentru a proteja 2 specii de animale.

## Biodiversitate
Situată în ecoregiunile boreală și marină baltică, aria protejată nu include niciun habitat protejat.
La baza desemnării sitului se află mai multe specii protejate de  păsări (2): pescăriță mare (Sterna caspia), Sterna paradisaea.